# الموت الأسود

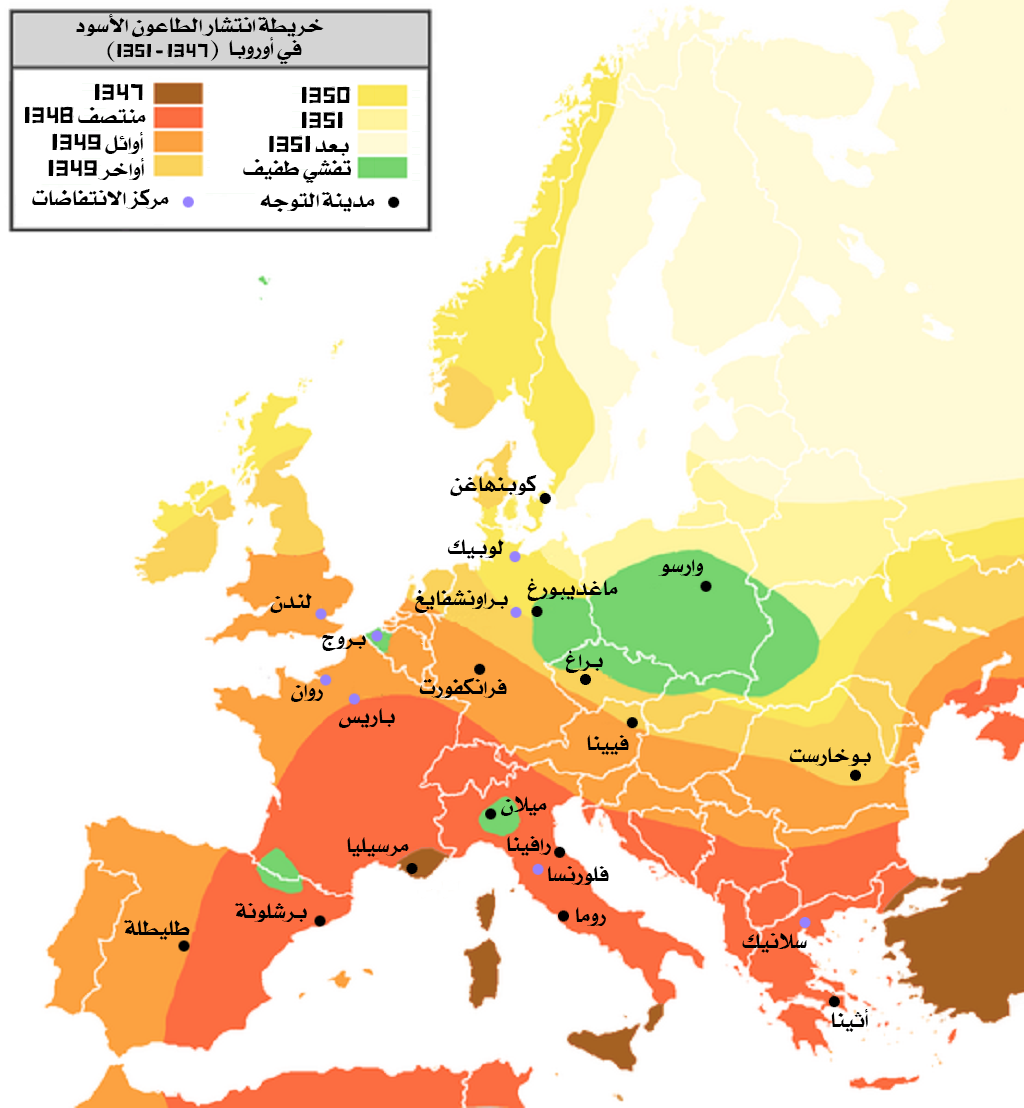
خريطة توضح انتشار كارثة الطاعون الأسود في أوروبا حسب السنوات.

يستخدم مصطلح الطاعون الأسود أو الموت الأسود أو مرض الموت الأسود أو طاعون للإشارة إلى وباء الطاعون الذي اجتاح أنحاء أوروبا بين عامي 1347 و1352م وتسبب في موت ما لا يقل عن ثلث سكان القارة. انتشَرت أوبئة مشابهة في نفس الوقت في آسيا والشرق الأوسط، مما يوحي بأن هذا الوباء الأوروبي كان جزءاً من وباء عالمي أوسع نطاقاً.
المسبب للطاعون وأعراضه بصفة عامة يرسينيةُ الطاعونية، وهي بكتيريا تعيش في أجسام القوارض الأرضية (فصيلة bobac متنوعة الغرير).

## مصطلح الطاعون الأسود
يعني الطاعون الأسود اليوم الوباء العظيم الذي أودى بحياة جزء كبير من سكان أوروبا خلال القرن الرابع عشر. خلال العصور الوسطى لم يستخدم هذا التعريف، بل قالوا الموت العظيم أو الطاعون العظيم. الرواة الدنماركيون والسويديون هم أول من استخدم مصطلح «الموت الأسود» (Atra Mors) وهو في الواقع ينبغي أن يفهم على أنه («الموت الفظيع») إشارة إلى طاعون 1347-1353، للتأكيد على رعب وخراب هذا الوباء. فإذاً كلمة «أسود» تستخدم كتعبير مجازي.
أُخذ هذا التعريف عام 1832م من الطبيب الألماني يوستوس هيكر في كتابه الموت الأسود في القرن الرابع عشر. وكان لهذا الكتاب صدى كبير، خاصة أنه صدر خلال وباءٍ للكوليرا. ترجم الكتاب إلى الإنجليزية في عام 1833 ونشر عدة مرات. ومنذ ذلك الحين استخدمت عبارة (الموت الأسود)، وخاصة في المناطق الناطقة بالألمانية والمناطق الناطقة بالإنجليزية، إشارةً إلى وباء الطاعون في القرن الرابع عشر.

## تاريخوباءالطاعون
تفشى وباء الطاعون في وسط آسيا، لكن الدلائل على ذلك ليست واضحة تماما على الرغم من إشارة العديد من المؤرخين إلى أن بداية انتشار وباء الطاعون في القرن الرابع عشر كان في تلك المناطق. تفيد النظرية الأكثر تداولاً بأن الحالات الأولى للمرض وقعت في سهول آسيا الوسطى، على الرغم من أن بعض التكهنات الأخرى أفادت بأن نشأة الوباء وبداية انتشاره وقعت في أنحاء شمال الهند مثل ما ذكر المؤرخ (مايكل ووكر)، كما ذكر البعض بإن الأدلة التاريخية حول الأوبئة في منطقة البحر الأبيض المتوسط وعلى وجه التحديد ما ذكره «جوستينيان» حول الطاعون يشير إلى احتمال أن «الموت الأسود» نشأ في أفريقيا وانتشر في وسط آسيا، حيث بدأ الناس بعد ذلك يعرفون العلاقة بين القوارض والمرض ومع ذلك هناك دلائل تشير إلى أن مهد المرض هو آسيا الوسطى فقد كانت نقطة العبور بين الشرق والغرب على طول طريق الحرير، تحت سيطرة المغول. وقد كان من الطبيعي للجيوش والتجار الاستفادة من الفرص التي تتيحها حرية المرور داخل الإمبراطورية المغولية التي قدمها مونغوليكا باكس. وكان يقال لأوروبا للمرة الأولى في مدينة «كافا» التجارية في شبه جزيرة القرم في 1347. بعد الحصار الذي طال أمده كان يعاني جيش المغول تحت جاني بيغ من المرض، حيث عمدوا إلى إلقاء الجثث المصابة فوق أسوار المدينة مما تسبب في إصابة السكان. وبالتالي هرب تجار جنوبي، وبذلك انتقل الوباء بحراً إلى جزيرة صقلية وجنوب أوروبا، ومنه انتشر في باقي الارجاء. ولا يمكن التأكيد على دقة أو عدم دقة هذه الفرضية، لأنه من الواضح أن العديد من الشروط ساهمت في تشكل الوباء مثل الحرب والمجاعة، كما ساهم الطقس في زيادة شدة الموت الأسود. في الصين، وغزو المغول في القرن الثالث عشر عطل الوباء قطاعي الزراعة والتجارة، وأدى إلى مجاعة واسعة النطاق. وانخفض عدد السكان من نحو 120 إلى 60 مليون. بسبب طاعون القرن 14 وتشير التقديرات إلى أنه قتل ثلث سكان الصين.

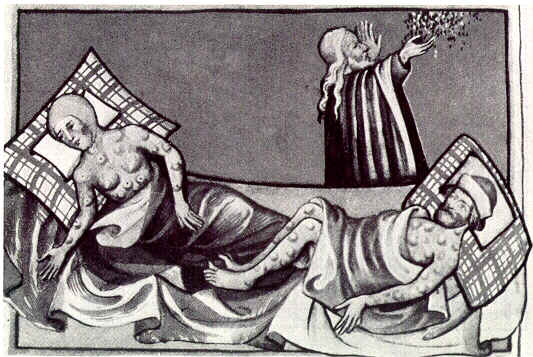
سبب المرض هلاك أكثر من ثلث القارة الأوروبية.

ومع انتهاء فترة العصور الوسطى الحارة أواخر القرن الثالث عشر
في أوروبا، جاء بعدها العصر الجليدي الصغير مصحوب بشتاء قارص وانخفاض في المحاصيل. وفي السنوات 1315 إلى 1317 حدثت كارثة المجاعة، والمعروفة أيضا باسم المجاعة الكبرى، حيث أصابت جزءا كبيرا من شمال غرب أوروبا.وتعتبر نتيجة للنمو السكاني الكبير في القرون السابقة، ونتيجة لذلك، في أوائل القرن الرابع عشر بدأ عدد السكان يتجاوز العدد الذي يمكن أن تأمنه القدرة الإنتاجية للأرض، والمزارعين.
كما أن الابتكارات التكنولوجية الجديدة مثل المحراث الثقيل والنظام الثلاثي لم تكن فعالة في تطهير حقول جديدة للمحصول، حيث يعتبر نقص الأغذية وتضخم الأسعار بسرعة فائقة من السمات المميزة للقرن الذي سبق الطاعون. كما أن النقص الحاصل في مواد أساسية كالقمح والشوفان والقش عجل بتضرر الثروة الحيوانية. مما تسبب في سوء التغذية، التي زادت من احتمالية التعرض للعدوى بسبب ضعف المناعة.
دخل الاقتصاد الأوروبي في حلقة مفرغة من الجوع والأمراض المزمنة والموهنة التي اثرت على إنتاجية العمال، مما تسبب في انخفاض إنتاج الحبوب، وبالتالي الرفع من أسعارها. وتزايد هذا الوضع تفاقما عندما قام ملاك الأراضي والملوك مثل إدوارد الثالث من إنكلترا (ص 1327-1377) وفيليب السادس من فرنسا (ص 1328-1350)، برفع الغرامات والايجارات على المستأجرين خوفا من انخفاض مستوى معيشتهم المرتفع. انخفضت معايير مستوى المعيشة بشكل كبير، والنظام الغذائي بنسبة محدودة، وعانى الأوروبيون ككل من الكثير من المشاكل الصحية.
في خريف عام 1314، بدأت الأمطار الغزيرة في الانخفاض، التي كانت بداية لعدة سنوات من شتاء بارد ورطب. وعانى الشمال من مواسم حصاد ضعيف وتلاها مجاعة استمرت سبع سنوات. المجاعة الكبرى ويمكن القول إنها الأسوأ في التاريخ الأوروبي، وربما تسببت في انخفاض عدد السكان بأكثر من 10 ٪. دراسات علم تحديد أعمار الأشجار تظهر فجوة في تشييد المباني خلال هذه الفترة، فضلا عن التدهور في المناخ. تلك كانت الحالة الاقتصادية والاجتماعية التي تسببت في توقع حدوث الكارثة المقبلة، وظهر وباء التيفوئيد (تلوث المياه). أدى هذا إلى موت عدة آلاف في المراكز الحضرية المأهولة بالسكان، والأهم كان في ابرس (بلجيكا حاليا). في عام 1318 ظهر وباء مجهول المنشأ، عرف في بعض الأحيان انه الجمرة الخبيثة، واستهدفت حيوانات من أوروبا، ولاسيما الأغنام والماشية، مما تسبب في الحد من زيادة الإمدادات الغذائية ودخل الفلاحين.

## أسبابه وأنواعه
الطاعون مرض قديم مُعدٍ تسبب في كثير من الأوبئة التي حصدت الملايين من الأرواح في العصور القديمة والوسطى، وكان يسمى بالموت الأسود نظراً لانتشار بقع نزفية منتشرة تحت الجلد من ضمن ما يحدثه من أعراض. ومع ظهور أي وباء جديد قاتل مثل الإيدز يُطلق عليه «طاعون العصر» إشارة لما يمكن أن يسببه من خسائر في الأرواح.
وسبب الطاعون نوع من البكتيريا تسمى يرسينيا طاعونية نسبة إلى مكتشفها الأول الطبيب الفرنسي السويسري ألكسندر يرسن. وهذه البكتيريا تحتفظ بها القوارض مثل الفئران، وتتكاثر بداخلها وتنمو، وتنتقل عدواها إلى الإنسان عن طريق البراغيث التي تلدغ الفأر المعدِى ثم تلدغ الإنسان، أو نتيجة عض الفئران المعدية للإنسان بشكل مباشر، أو من إنسان إلى آخر بشكل مباشر عن طريق الرذاذ والكحة والعطس في حالة الطاعون الرئوي.
وفترة الحضانة ما بين التقاط العدوى وظهور الأعراض المرضية تتراوح ما بين يومين وستة أيام حسب نوع الطاعون، وهناك ثلاثة أنواع معروفة من الطاعون.

### طاعون الغدد اللمفاوية
مثل طاعون الغدد الليمفاوية (الطاعون الدبلِيّ) حوالي 84% من الإصابات بالطاعون، ويحدث عندما يلدغ البرغوث المعدي الإنسان بعد أن يلدغ الفأر المصاب بالعدوى فينقل إليه عدوى بكتيريا الطاعون، التي تتكاثر وتنتشر في مكان اللدغة، ثم تنتشر عن طريق السائل الليمفاوى إلى الغدد الليمفاوية (الحيل) الموجودة في هذه المنطقة، ثم الموجودة في الجسم كله، مما يسبب تضخمها في الحجم، وارتفاعاً في درجة الحرارة، وحدوث آلام شديدة بها، وأحياناً تقرحات ونزفاً، وفي هذه الأثناء تفرز بكتيريا الطاعون سموماً خطيرة B-adrenergic blocker تسبب مضاعفات قد تنتهي بالموت. وهذا النوع يمكن علاجه إذا اُكْتُشِف في مرحلة مبكرة، ويوجد له تطعيم ولقاح واق.

### طاعون إنتانالدم
يحدث طاعون إنتان الدم (طاعون تلوث الدم) في 13% من حالات العدوى، نتيجة المضاعفات التي تحدث من النوعين الآخرين من الطاعون، حيث تسبب العدوى البكتيرية تلوثاً في الدم، وتبدأ السموم الداخلية «إندوتوكسين» للبكتيريا تنتشر في الدم، وتحدث حالة متناقضة من التجلطات داخل الأوعية الدموية، والنزيف DIC الذي قد يظهر على شكل بقع نزفية غامقة تحت الجلد (وهو ما أعطاه اسم الموت الأسود) أو من أماكن مختلفة من الجسم داخلياً وخارجياً، وكحة أو قيئاً مصحوباً بدم، مع حدوث أعراض التسمم، واستخدام المضادات الحيوية مثل: ستريبتومايسين، جنتامايسين، كينولونز، دوكسى سيللين في مرحلة مبكرة يقلل من نسبة حدوث الوفيات لتصل إلى 4 - 15%، والأشخاص الذين يموتون من هذا النوع يموتون في نفس يوم ظهور الأعراض المرضية عليهم.

### الطاعونالرئوي
يعد الطاعون الرئوي أخطر أنواع الطاعون، وتنتقل عدواه عن طريق استنشاق الرذاذ المعدي أثناء العطاس والسعال من إنسان مصاب بالعدوى إلى إنسان آخر بشكل مباشر، ويمثل حوالي 3% من حالات العدوى، وتتراوح فترة الحضانة لهذا النوع ما بين يوم وأربعة أيام، وهو أخطر أنواع الطاعون، ولا يوجد لهُ تطعيم، وهذا النوع هو الذي يستخدم سلاحاً بيولوجياً، وأعراضه تتمثل في ارتفاع في درجة الحرارة - صداع – إحساس بالضعف والهزال - ضيق تنفس - سعال أو قئ مصحوب بدم. ونسبة الوفيات من هذا النوع من الطاعون تتراوح ما بين 50% - 90%
ويُشَخَّصُ مرض الطاعون عن طريق تحليل PCR من أجل اكتشاف الحمض النووى للبكتيريا المسببة للطاعون، كما يمكن فحص البكتيريا وعزلها وصباغتها بصبغة «رايت جيمسا» ورؤيتها تحت الميكروسكوب.

## العواقب
تختلف أرقام الضحايا حسب المنطقة وعلى نطاق واسع من مصدر لمصدر والاكتشافات. ومن المرجح أنه قتل ما يقدر بنحو 75 إلى 200 مليون شخصا في القرون الوسطى وفقا للمؤرخ فيليب دايليدر.
في عام 2007، أشارت اتجاهات البحوث الأخيرة إلى أن 45% إلى 50% من سكان أوروبا ماتوا خلال أربع سنوات. ثمة قدر لا بأس به من التباين الجغرافي. ففي أوروبا والبحر الأبيض المتوسط وإيطاليا وجنوب فرنسا وإسبانيا، حيث انتشر الطاعون لأربع سنوات على التوالي مات 75% إلى 80% من عدد السكان. أما في ألمانيا وبريطانيا مات 20% من عدد السكان، أما في الشرق الأوسط فإن الموت الأسود قتل نحو 40% من سكان مصر.
لا يَبدو أن حكومات أوروبا استجابت لهذه الأزمة لأنه لم يكن أحد يعرف سبب أو كيفية انتشار المرض في 1348، إذْ أنّ انتشار الوباء كان يتميز بسرعة كبيرة لدرجة ان الأطباء لم يكن لديهم وقت للتفكير في أصوله، وقد كان من المألوف أن يتعرض نحو 50% من سكان المدن للموت وأيضا كان الأوروبيون الذين يعيشون في مناطق معزولة يعانون من ذلك.
بينما كان المعالجون في القرن الرابع عشر عاجزين عن تقديم تفسير لسبب انتشار المرض. لا أحد في ذلك القرن نظر إلى مكافحة الفئران كوسيلة لردع الوباء، فقد حدثت العديد من الهجمات ضد اليهود وبدأ الناس يعتقدون أن غضب الله هو ما أدي الي ذلك. ففي آب/أغسطس 1349، حدثت إبادة جماعية وموت جماعي بسبب ذلك المرض وفي شباط/فبراير من نفس العام، قُتل اثنان من المسيحيين وألف يهودي في ستراسبورغ.